# Cantonul Estrées-Saint-Denis
Cantonul Estrées-Saint-Denis este un canton din arondismentul Compiègne, departamentul Oise, regiunea Picardia, Franța.

## Comune
- Arsy
- Canly
- Chevrières
- Estrées-Saint-Denis (reședință)
- Le Fayel
- Francières
- Grandfresnoy
- Hémévillers
- Houdancourt
- Lachelle
- Longueil-Sainte-Marie
- Montmartin
- Moyvillers
- Remy
- Rivecourt